# 山葉追風135

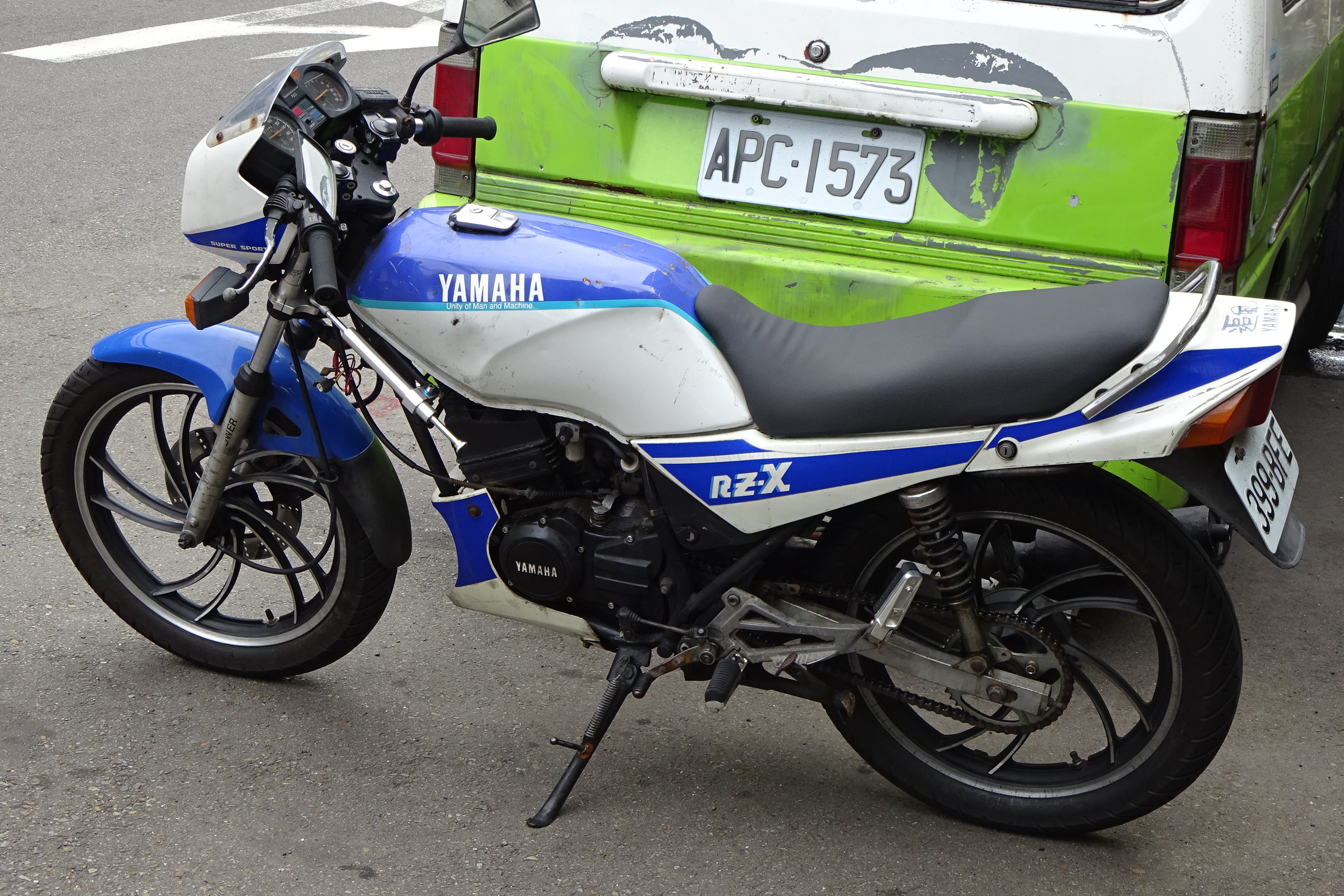
山葉追風RZX

山葉追風135是台灣山葉機車於1986年至1992年期間生產販售的摩托車，型號分為RZR、RZX、RZR-C、RZX-C、RZX-T。此外在馬來西亞，山葉也有販售兄弟車種RXZ-135。

## 車輛詳細規格

### 原廠規格
| 引擎形式         | 二行程單汽缸舌簧閥引擎。               | 冷卻方式   | 自然氣冷。                                            |
| 排氣量           | 約133CC、內徑X行程56*54、壓縮比約7:1。 | 引擎潤滑   | 機油幫浦分離式潤滑、混合潤滑。                        |
| 點火方式         | CDI電子點火。                          | 傳動方式   | 鍊條齒盤傳動。                                        |
| 啟動方式         | 腳踏起動及推發。                       | 變速方式   | 左腳6段往復式變速(國際檔：1踩5勾)。                   |
| 車身長度         | RZR/RZX：1970mm                        | 離合器形式 | 濕式多片離合器。                                      |
| 車身寬度         | RZR：725mm RZX:670mm                   | 車架型式   | 圓管雙鞍式鐵製車架。                                  |
| 車身高度         | RZR：1125mm，RZX：1095mm               | 前後制動   | 右手前單碟式油壓煞車，右腳後煞車鼓式腳踏煞車。        |
| 車身重量(加滿油) | RZR:119kg，RZX：115kg                  | 前後懸吊   | 前30mm伸縮望眼鏡式前叉，後搖藍式搖臂雙槍5段可調避震。 |
| 車身軸距         | 1300mm                                 | 前後輪框   | 前18吋2.75-4PR鋁合金輪框，後18吋3.00-4PR鋁合金輪框。  |
| 座墊高度         | RZR:750mm RZX:770mm                    | 儀表燈組   | 12V3.4W*5顆。                                         |
| 汽油箱容量       | 13公升(包含預備油2.5公升)。            | 大燈組     | 12V35W鹵素單燈。                                      |
| 機油箱容量       | 1200cc(含預備油200cc)。                | 方向燈組   | 12V5W*4顆。                                           |
| 齒輪油箱容量     | 650cc。(交換量600cc)                   | 尾燈組     | 尾燈12V5W，煞車燈12V21W。                             |
| 電池規格         | 12V-3AH加水式電池。                    |            |                                                       |

### 原廠性能
| 2次減速鍊條比 | 前後鍊輪46/16 | 最小迴轉半徑  | 2,100mm                                    |
| 齒輪比        | 71/22         | 爬坡度        | 25°                                        |
| 齒輪比1速     | 34/12         | 最高馬力      | 22 ps/8500rpm                              |
| 齒輪比2速     | 29/16         | 最大扭力      | 1.5kg/8000rpm                              |
| 齒輪比3速     | 26/19         | 0-400公尺加速 | 16.5秒                                     |
| 齒輪比4速     | 24/21         | 原廠極速      | 約表速155KM/h上下(90年代雜誌實測約144公里) |
| 齒輪比5速     | 23/23         |               |                                            |
| 齒輪比6速     | 22/24         |               |                                            |

## 開發背景(1980年代台灣)
1980年代台灣經濟飛躍成長，原本被當作代步及載貨的摩托車逐漸延伸出休閒及競技車種。此外，高度就業率也讓許多年輕人擁有穩定的工作及消費能力。有鑑於此，功學社在1980年代初期自日本山葉發動機引進DT125二行程越野機車，開始在台灣生產及販售。光陽則於1984年獲得本田技研工業授權，開發出配備本田賽車ATAC閥裝置的王牌HX135二行程街跑機車。
王牌135締造出成功與暢銷，不僅成為當時國產街跑機車的龍頭，更影響到DT125銷路。隔年，光陽進一步對其改款，推出配備鋁合金輪框的王牌HX135RS。
而功學社為了迎頭趕上光陽，並與同是山葉技術支援的萬山機器工業競爭（當時萬山自日本引進RX125二行程機車，頗受歡迎），在參考當時歐洲及日本山葉販售的RZ系列街跑及仿賽後，功學社於1985年底宣布，將推出六段往復式變速的街跑機車，名為追風RZX135。

## 各時期生產款式

### 功學社時期RZX(1986-1987)
功學社在開發追風時，採用了DT125的變速箱，再裝上RX125汽缸(加大成133cc)，車架則修改自日本YAMAHA RZ125(改成雙槍避震)。車體外觀方面，混合了當年YAMAHA的RZ、RD車系風格(造型與RZ125S最相近)，尾殼部分是功學社自行研發(據說有整流效果)。而為了讓車身穩固，採用RZ250的方型雙搖臂。嚴格來說，追風並非全新設計的車款，而是以既有零件拼裝而成。此外，引擎構造也很簡單，更沒有類似王牌ATAC閥的技術。不過因為了配備YEIS，所以追風在加速與油耗方面，表現得很不錯。
*後來根據日本yamaha靜岡廠技師的說法，追風是由馬來西亞的rz車型延伸的車款，並且結合追風的汽缸與rx125並不通用、變速箱亦不與dt125通用等情況，追風與rx125應無太大的關係。
1986年rzx135上市後，因為擁有馬力極大加速快，故障率低又省油等優點，迅速引起國內一陣轟動。此外，保養維修亦十分容易(因為結構簡單)。這些特色，讓許多年輕人趨之若鶩，市場占有率不斷上升，成為1986年度話題性最高的暢銷車款。(當時售價約為新台幣5萬6千元左右)
這個時期的追風為RZX款，採街車式低把手，主要有紅黑白、藍黃白、黑金紅三種塗裝(車架與坐墊均為黑色)，輪框為銀色鋁合金材質，碟盤為劃線碟樣式，排氣管則是黑色一體成型。

### 台灣山葉時期RZR/RZX(1987-1989)
1987年，在山葉介入下，功學社合併營運不佳的萬山機器工業，改組為台灣山葉機車。除了接手原本萬山的銷售業務外，台灣山葉也開始計畫對追風改款。而當時有許多年輕人為了流行及競速，紛紛幫愛車換裝分離式把手，或是加上賽車整流罩。
1987年中，台灣山葉推出追風仿賽款RZR135，其參考自日本山葉TZR250仿賽的整流罩設計與車殼塗裝，並且配備了分離式把手。追風(RZR)不僅成為台灣第一部國產仿賽機車，其締造的高銷售量，更替台灣山葉賺進了大把鈔票。同時RZX也進行改款，成為YAMAHA GP車隊塗裝的街跑車。而光陽雖然趕緊跟進，於1987年推出改款王牌HX135SS(詳見追風的對手-對決王牌追風135)。但是無論在銷售量或評價上，仍舊不及追風。
台灣山葉時期(1987-1989)的追風，型號共分為街車版RZX，以及仿賽版RZR。兩款的差異，僅在於整流罩與把手及照後鏡方面。RZX主要有紅白(車架與坐墊輪框為紅色)、藍白塗裝(車架為藍色，坐墊為黑色，輪框為白色)。RZR也同樣有紅白(車架與坐墊為黑色，輪框為紅色)、藍白塗裝(車架與坐墊為黑色，輪框為白色)。

## 追風競速及改裝

### 追風的競速表現
在原廠車況正常的騎乘狀態下，第三檔表速便可破100km/h。此外，起步可一路順暢加速至表速130km左右，尾速極限更達表速150km以上。但是追風也因為重量過輕，以及車台懸吊剛性不足等缺點,雖然原廠已經將前輪設計成更安全的碟式煞車，但是卻因車體配重傾向於頭重腳輕，騎士在高速行駛時面臨緊急煞車情況下容易轉倒而釀成事故。

### 掀起飆車風潮
1980年代起，因應都市計畫的施行，台灣各地新建許多寬廣道路，並且規劃日後用來擴張都市的重劃區。1985年左右，陸續出現許多甫從工廠下班的年輕人，夜晚在新開筆直的道路上騎快車。這種情況到了周末及暑假，更加肆行。
1986年追風上市後，因為其馬力大、加速快、構造簡單，改裝潛力十分驚人。於是許多年輕人開始騎著追風競速，甚至進行地下賽車。如台北大度路、台中文心路、台南五期重劃區、屏鵝戰備跑道等，都可見其芳蹤。
1987年起，台灣飆車風潮進入白熱化階段，許多追風換上改裝排氣管及加大汽缸，在涼爽的仲夏夜群起狂飆。然而此舉造成不少人在飆車時，速度過快發生意外，又因為沒戴安全帽，導致頭部著地慘死。更發生過有追風閃避不及，失控撞上鐵牛車後起火，騎士當場斃命的悲劇。以至於當年社會對競速型跑車觀感不佳，有著「草蓆車」的俗稱!
除了追風以外，當時也有許多機車活躍於飆車熱潮，如：山葉DT125、光陽王牌HX135、三陽達可達、光陽名流100及後來的水冷式光陽名流150等。而警察也開始把取締飆車，視為每年重大治安任務。

### 追風改裝
當時改裝追風的方式五花八門，改裝品亦繁。除了配備全段加速管外，還換裝150CC甚至175CC汽缸。有人則把追風改成雙燈造型，或是拆下車頭罩以減輕車重，也有人換上模仿GP賽車的整流罩。

## 追風的對手

### 對決王牌
功學社之所以推出追風，就是要跟王牌一較高下。為了"公平競爭"，追風也特意換裝135CC汽缸(不同於日本款RZ125)。此外，功學社替追風刊登的上市廣告，更處處影射光陽王牌(如馬力比較、變速比較、加速比較、油耗比較)。1986年追風問世後，各家機車雜誌如「風火輪」、「摩托車」，也時常拿兩台車相比，分別測試其加速與操縱性能。
事實上最能與追風匹敵的對手，也只有光陽王牌。許多騎乘追風的車主，一旦在路上遇到王牌，便開始相互挑釁。王牌雖然馬力略小(19匹)，但憑藉著ATAC及較追風短
小的車身，實力也不容小覷。而追風王牌大對決，更是夜晚飆車的精采戲碼。
不過在加速與極速上，追風仍舊略勝一籌。而王牌HX135RS僅有五段循環變速，也較為遜色。雖然1987年推出的王牌HX135SS，配備了六段往復式變速及瓦斯避震，並改採本田ROTHMANS賽車配色，意圖扳回一城。但在之後的雜誌並無再將王牌135ss與追風135兩台做深入評比測試，造成後人以為王牌135ss性能上也輸給追風135的誤會。實際上王牌135ss與追風135的性能是不相上下的。改裝狀態下的王牌135ss體質甚至比追風135良好。此外，也因為王牌ATAC閥不甚穩定(利用機械控制閥門)，以至於在騎乘上反倒沒有追風順暢。

### 被NSR150擊敗
為了扭轉被追風稱霸的市場，光陽於1988年底宣布，即將推出一款全新開發，結合本田最先進科技的仿賽機車。1989年，光陽第一代NSR150正式量產販售，引擎號碼為NS150R，售價約新台幣8萬元左右。(NSR原是HONDA GP車隊的主力賽車，1986年首先在日本推出市售車款Honda NSR250R-MC16。
第一代光陽NSR擁有150CC單缸水冷引擎，及國際檔六段變速，可爆發出23.5匹的馬力。當時機車雜誌有實測並報導，NSR在切掉排氣管中段末的老鼠尾(封管打孔段)後,馬力則可直上27.5匹! 此外，又配備當年最先進的本田賽車RC閥技術，不僅比王牌的ATAC閥穩定(由電腦控制閥門)，在高轉數下更能夠持續再加速。車架方面，NSR採用了方型鋼管環抱式，單槍雙搖臂車架。前後懸吊為31mm前叉、後單槍中置可調避震。煞車系統則是前後單碟式油壓煞車。
相較兩者，第一代光陽NSR可輕易飆上表速180KM/h，追風僅能到155KM/h左右。而車架懸吊的穩定度，追風亦不如NSR。此外，追風為前碟後鼓煞車，NSR則是前後碟式煞車。總整體來說，追風屬於1980年代的設計，NSR已經把國內機車界帶入了90年代。
於是，不斷有許多追風在路上，被NSR150加速超越。面對這款擁有GP賽車血統的新銳二行程仿賽，追風幾乎處於劣勢。雖然憑藉著較便宜的售價，及優異省油表現，追風銷售量仍舊不差，但是已經失去昔日"國產最速機車"的光芒。

## 追風零件停產及車輛維修
目前除少數與愛將150通用的零件有生產外,大多數已經斷料,維修必須找庫存零件或是從東南亞進口。
中國生產車型 勁虎150 也有部分零件可以通用

### 停產零組件及替代品
| 已停產零組件 | 原製造或代工廠商                   | 目前可替代零組件                                                                               |
| 火星塞       | 原NGK製造(BP8ES)                   | 可以同廠牌B8ES火星塞替代                                                                       |
| 高壓線圈     | 原TIC代工                          | 可以他廠牌高壓線圈替代(山葉迅光可用)                                                           |
| CDI電子點火  | 原TIC代工                          | 可用馬來西亞RXZ135之CDI替代                                                                    |
| 碼表         | 原Tatung代工，共有方型與三環型兩款 | 可用YAMAHA YBR系列車種碼表替代                                                                 |
| 化油器       | 原MIKUNI製造(VM24SS)               | 可用KEIHIN PE26或四行程化油器替代                                                              |
| 離合器片     | 原YMT製造                          | 可用山葉愛將150原廠或FCC改裝離合器片替代                                                       |
| 煞車總磅     | 原YMT製造                          | 可用其他車種原廠總磅(1/2規格 12.7mm)替代                                                       |
| 煞車卡鉗     | 原YMT製造                          | 可用YAMAHA FZ系列車種原廠卡鉗或(市售改裝卡鉗+卡鉗座..若搭配原廠碟盤..對向式卡鉗則需用薄型卡鉗) |
| 方向燈組     | 原INJEX代工                        | 可用山葉愛將150原廠或YAMAHA他款檔車方向燈替代                                                  |
| 尾燈組       | 原INJEX代工                        | 可用馬來西亞RXZ135舊款尾燈組替代                                                               |
| 前後輪框     | 原YU SHIN代工                      | 可用馬來西亞RXZ135輪框替代                                                                     |

## 電影中的追風
- 七匹狼（導演朱延平，1989上映），片中有數輛紅白RZR及RZX，皆由飾演"黑鷹飛車黨"的演員騎乘。
- 情定威尼斯（導演吳功，1990上映），片中男主角阿力(張世飾)駕駛紅白RZR-C，追逐女主角跟父親搭乘的凱迪拉克轎車。
- 艋舺（導演鈕承澤，2010上映），片中的追風為銀色RZR-C，由飾演"和尚"的阮經天駕駛。
- 16個夏天（林心如監製，2014年上映），片中男主角方韋德(楊一展飾)駕駛藍白RZR。
- 鬥魚（2018年上映），片中有一部未裝風鏡紅白RZX及一部紅色整流罩RZR。
- 茄子蛋-閣愛妳一擺（導演殷振豪，2021上映），片中的追風為紅白RZR，由飾演主角的謝坤達駕駛。

## 內部連結
- 山葉TZR